# Heidi Genée
Heidi Genée (* 22. Oktober 1938 in Berlin; † 26. September 2005 in München) war eine deutsche Filmeditorin und Filmregisseurin.
Heidi Genée war die Tochter des Regisseurs Fritz Genschow, von dem sie 1956 bis 1959 auch das Filmhandwerk lernte. Danach arbeitete sie als Regie- und Schnittassistentin. Nachdem sie mit den Schamoni-Brüdern in Kontakt gekommen war, begann sie bei deren Filmen mitzuarbeiten. Sie schnitt Peter Schamonis Brutalität in Stein und Schonzeit für Füchse sowie Ulrich Schamonis Es, Alle Jahre wieder, Quartett im Bett und Eins. Damit zählte sie neben Peter Przygodda und Juliane Lorenz zu den wichtigsten Schnittmeistern des Neuen Deutschen Films. In der Folgezeit arbeitete sie an Filmen von Peter Lilienthal, Bernhard Sinkel, Hark Bohm und Maximilian Schell.
Mit dem Film Grete Minde wechselte sie 1976 ins Regiefach. Da dieser Schritt schon ungewöhnlich war, so war es noch ungewöhnlicher für eine Regisseurin des Neuen Deutschen Films, Darstellern wie Käthe Haack oder Hilde Sessak aus „Opas Kino“ Rollen in ihren Filmen zu geben. Weil ihre Geschichten nicht immer dem Zeitgeist entsprachen, hatten die meisten ihrer Filme nur mäßigen Erfolg. Heidi Genée arbeitete in den 1980er und 1990er Jahren vorwiegend für das Fernsehen.

## Filmografie
Schnitt
- 1959: Osterspaziergang (Kurzfilm)
- 1959: Ein Toter hing im Netz (Regie: Fritz Böttger)
- 1961: Brutalität in Stein (Kurzfilm)
- 1962: Die Feuertreppe (TV)
- 1962: Dicke Luft
- 1963: Die sanfte Tour (Fernsehserie, 3 Folge)
- 1964: Kennwort: Reiher (Regie: Rudolf Jugert)
- 1964: Tonio Kröger
- 1964: Die goldene Göttin vom Rio Beni
- 1964: Dresden 1964 – Im Zwinger (Kurzfilm)
- 1965: Hollywood in Deblatschka Pescara (Kurzfilm)
- 1965: Die seltsamen Methoden des Franz Josef Wanninger (Fernsehserie, 3 Folge)
- 1965: ...Geist und ein wenig Glück (TV)
- 1965: Charly May (Kurzfilm)
- 1965: Buona Sera in Las Vegas (TV)
- 1965: Das Dorf Granstein (Kurzfilm)
- 1966: Es
- 1966: Schonzeit für Füchse
- 1966: Alastair (Kurzfilm)
- 1967: Mädchen, Mädchen
- 1967: Lockenköpfchen – Die Chronik des Wilfried S. oder Wie manipuliert man die Wirklichkeit? (Regie: Ulrich Schamoni)
- 1967: Alle Jahre wieder (Regie: Ulrich Schamoni)
- 1968: Zur Sache, Schätzchen (ungenannt)
- 1968: Jet Generation
- 1968: Madame Bovary (TV)
- 1968: Quartett im Bett
- 1968: Chikago in zwei Hälften (Kurzfilm)
- 1969: Deine Zärtlichkeiten
- 1970: Wir – zwei
- 1970: Beiß mich Liebling!
- 1970: Schmetterlinge weinen nicht
- 1971: Ich liebe dich, ich töte dich
- 1971: Hundertwassers Regentag (Regie: Peter Schamoni)
- 1971: Eins
- 1972: Start Nr. 9
- 1972: Fremde Stadt
- 1973: Zahltag
- 1973: La Victoria (TV)
- 1973: Kopf oder Zahl (TV)
- 1974: Hau drauf, Kleiner
- 1974: Output
- 1975: Hauptlehrer Hofer
- 1975: Lina Braake oder Die Interessen der Bank können nicht die Interessen sein, die Lina Braake hat (Regie: Bernhard Sinkel)
- 1975: John Glückstadt (Regie: Ulf Miehe)
- 1975: Berlinger
- 1976: Nordsee ist Mordsee (Regie: Hark Bohm)
- 1976: Der starke Ferdinand
- 1977: Grete Minde
- 1978: Deutschland im Herbst (Regie: Alf Brustellin, Hans Peter Cloos, Rainer Werner Fassbinder, Alexander Kluge, Maximiliane Mainka, Beate Mainka-Jellinghaus, Edgar Reitz, Katja Rupé, Volker Schlöndorff, Peter Schubert, Bernhard Sinkel)
- 1984: Marlene (Regie: Maximilian Schell)

Regie
- 1977: Grete Minde (nach Theodor Fontane, Deutscher Filmpreis in Silber)
- 1979: 1 + 1 = 3 (drei Deutsche Filmpreise, u. a. für die Regie sowie diverse weitere Auszeichnungen)
- 1979: Freundinnen (Fernsehserie, 1 Folge)
- 1981: Stachel im Fleisch
- 1982: Kraftprobe (TV)
- 1983: Flucht nach vorn (Deutscher Filmpreis für Nina Hoger)
- 1985: Wochenendgeschichten (Fernsehserie, 1 Folge)
- 1986: Der goldene Käfig (TV)
- 1987: Eine Reise nach Deutschland (TV)
- 1990–1991: Pfarrerin Lenau (Fernsehserie, 5 Folge)